# Борки (гмина)
Борки (пол. Borki) — сельская гмина (волость) в Польше, входит как административная единица в Радзыньский повет, Люблинское воеводство. Население — 6104 человека (на 2008 год).

## Сельские округа
1. Борки
2. Вжосув
3. Воля-Осовиньска
4. Воля-Хомеёва
5. Красев
6. Марушевец
7. Новины
8. Ольшевница
9. Осовно
10. Пасмуги
11. Ситно
12. Стара-Весь
13. Тхужев
14. Тхужев-Колёня

## Соседние гмины
1. Гмина Войцешкув
2. Гмина Коцк
3. Гмина Радзынь-Подляски
4. Гмина Улян-Маёрат
5. Гмина Чемерники